# Henria psalliotae
Henria psalliotae är en tvåvingeart som beskrevs av Colin W. Wyatt 1959. Henria psalliotae ingår i släktet Henria och familjen gallmyggor. Inga underarter finns listade i Catalogue of Life.